# István Koloss
István Koloss (* 1. März 1932 in Budapest; † 11. April 2010 ebenda) war ein ungarischer Organist und Komponist.

## Leben
István Koloss stammte aus einer bürgerlichen Familie, die sich auf Csepel niedergelassen hatte. Der Vater arbeitete als Hütteningenieur bei einem Eisen- und Stahlwerk. Seine Erziehung war stark vom katholischen Familienhintergrund geprägt. Ab 1938 besuchte er eine private Grundschule auf Csepel, ab 1939 erhielt er 
Klavierunterricht und schon bald zeichnete sich sein musikalisches Talent ab. Den Unterricht musste er jedoch aufgrund des Kriegsausbruchs unterbrechen. Nach der Grundschule besuchte er das alteingesessene Benediktiner-Gymnasium in Budapest. Während des Krieges floh die Familie vor den Bombenangriffen für ein halbes Jahr zu Verwandten aufs Land nach Szigetbecse, wo er zum ersten Mal in der örtlichen Kirche Orgel spielte. Nach dem Krieg erhielt die Hauptpfarrkirche in Csepel eine neue Orgel, wo er die Möglichkeit hatte, als Hilfskantor Orgel zu spielen und zu üben. Hier improvisierte er und spielte zum ersten Mal eigene kleinere Kompositionen.
Da nach dem Abitur eine Karriere als Kirchenmusiker aussichtslos erschien, schrieb er sich 1950, der Tradition seines Vaters folgend, für den Studiengang Brückenbauingenieur an der technischen Universität ein, musste diesen  jedoch nach zwei Jahren abbrechen. Daraufhin arbeitete er in einem Konstruktionsbüro, komponierte nebenbei und hatte die Gelegenheit, in der Kirche in Városmajor im XII. Bezirk zu üben, wo sein Freund und ehemaliger Schulkamerad Sándor Margittay Organist war. 1953 bestand er erfolgreich die Aufnahmeprüfung am Béla-Bartók-Konservatorium in Budapest, Hauptfach Komposition, und wechselte dann in das Hauptfach Orgel in die Klasse von Ferenc Gergely. Weitere Lehrer waren István Szelényi und Rezső Sugár. Seine erste Anstellung als Organist erhielt er im Oktober 1956 an der innerstädtischen Kirche Szent Anna im V. Bezirk. Im Alter von 30 Jahren schloss er 1962 seine Ausbildung am Béla-Bartók-Konservatorium als Kompositions- und Klavierlehrer ab. Ein Jahr später fuhr er nach Paris zu Improvisationskursen bei Marcel Dupré. Im selben Jahr wurde er Organist der St. István Basilika in Budapest und war daneben als Orgel- und Musiktheorielehrer im kirchlichen Bereich tätig.
1982 wurde sein Oratorium Cantico delle Creature (A teremtmények éneke) uraufgeführt. Unter seinen zahlreichen Orgelwerken gilt die in den 1980er Jahren geschriebene Missa festiva Budensis (Budavári Ünnepi Mise) als besonders bedeutend. Im Jahr 1999 schrieb er eine Gedenkmesse zu Ehren von Kardinal József Mindszenty. Im September 2009 wurde sein letztes großes Werk Hungária vivat!, ein historisches Oratorium in 16 Sätzen in Szeged uraufgeführt.
Weiterhin engagierte er sich im Bereich der Organistenausbildung und betreute verschiedene kirchenmusikalische Veranstaltungen und Orgelwettbewerbe. Außerdem beaufsichtigte er den Wiederaufbau einiger Orgeln, und es gelang ihm, seine Pläne und Ideen beim Entwurf und Bau neuer Orgeln wie der Basilika in Pécs oder der Kathedrale in Kalocsa umzusetzen.
István Koloss wurde mit dem Pro Arte Assisi díj und für sein Lebenswerk mit dem Verdienstorden des ungarischen Staates ausgezeichnet.